# روابط اسرائیل و مالزی
روابط مالزی و اسرائیل (انگلیسی: Israel–Malaysia relations) به ارتباطات فرهنگی و تجاری بین مالزی و اسرائیل اشاره دارد. در حالی که مالزی در ظاهر یک موضع خصومت آمیز در در قبال اسرائیل دارد، روابط تجاری بین این دو کشور در سطح خیلی محدود وجود دارد. در پاسپورت مالزیایی عبارت این پاسپورت برای سفر به تمام کشورها، به جز اسرائیل معتبر است درج شده است. ورود افرادی که دارای پاسپورت اسرائیلی هستند، بدون مجوز کتبی وزارت کشور، به مالزی ممنوع است. به رسمیت شناختن اسرائیل یک موضوع حساس سیاسی برای دولت این کشور است.